# アントニー・ムボヤ
アントニー・ムボヤ（Antony Mboya、1995年3月26日 - ）は、ケニアのラグビーユニオン選手。

## プロフィール
- ケニア出身[2]。
- ポジションはフランカー(FL)。
- 身長 186cm、体重 82kg

## 略歴
2024年、パリ2024五輪の7人制ケニア代表に選ばれた。